# Carlos Marqués-Marcet
Carlos Marqués-Marcet (Barcellona, 1983) è un regista, sceneggiatore e montatore spagnolo, vincitore del Premio Goya per il miglior regista esordiente nel 2015.

## Biografia
Laureato in comunicazione audiovisiva presso l'Università Pompeu Fabra, seguì un master in regia presso l'Università della California - Los Angeles.
Esordì come regista e sceneggiatore per alcuni cortometraggi. Il suo primo lungometraggio fu il documentario De Pizarros y Atahualpas, girato in Perù.
Nel 2014 Marqués-Marcet ottenne il successo scrivendo e dirigendo il film 10.000 Km, con protagonisti Natalia Tena e David Verdaguer. Grazie a questo lavoro, ricevette il Premio Goya per il miglior regista esordiente e tre Premi Gaudí come miglior regista, miglior sceneggiatura e miglior film non in lingua catalana.
Per la pellicola Anchor and Hope, girata nei canali di Londra, vinse nuovamente il Gaudí al miglior film non in lingua catalana e ottenne due nomination come miglior regista e miglior sceneggiatura.
Con il film Els dies que vindran, presentato in anteprima mondiale all'International Film Festival Rotterdam, si aggiudicò la Biznaga d'oro per il miglior film e la Biznaga d'argento per il miglior regista al Festival di Malaga, oltre ad altri due Premi Gaudí. La pellicola aveva per protagonista una coppia in attesa di un figlio non cercato; gli attori protagonisti, David Verdaguer e María Rodríguez Soto erano realmente una coppia e lei era davvero incinta durante le riprese.
L'anno successivo, diresse il film per la televisione La mort de Guillem, incentrato sull'omicidio di Guillem Agulló.
All'attività di regista e sceneggiatore, Marqués-Marcet affiancò quella di montatore sia al cinema che in televisione.

## Filmografia

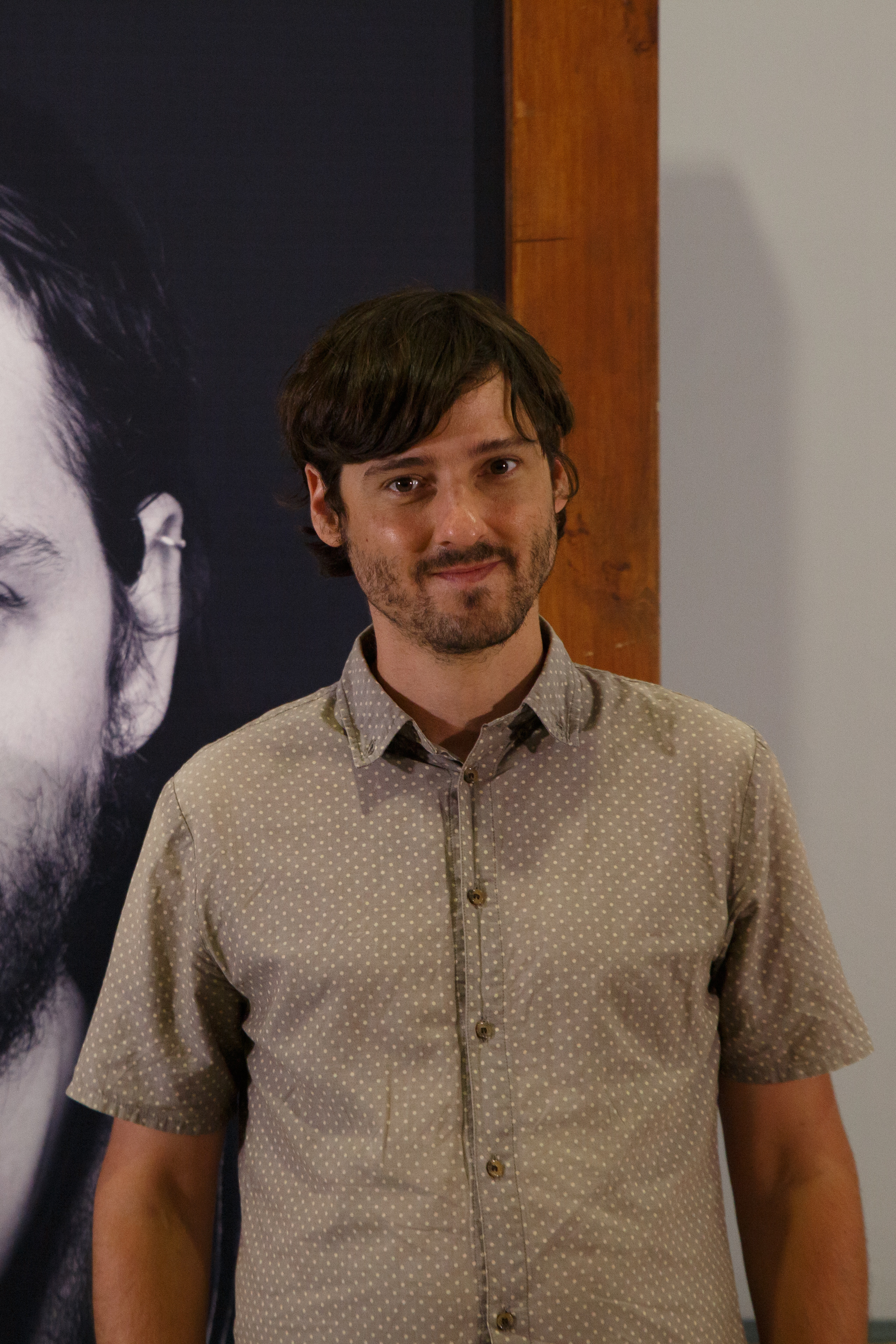
Carlos Marqués-Marcet nel 2020

### Regista e sceneggiatore

#### Lungometraggi
- 10.000 Km (2014)
- Anchor and Hope (2017)
- Els dies que vindran (2019)
- Polvo serán  (2024)

#### Cortometraggi
- Amunt i a vall (2006)
- Fora de joc (2007)
- Aullidos (2008)
- Y'll be alone (2010)
- 5456 Miles away (2010)
- Say goodnight (2011)
- The yellow ribbon (2012)
- Mateix lloc, mateixa hora (2012)

#### Documentari
- De Pizarros y atahualpas (2009)
- El día que la conocimos (2012)

#### Televisione
- 13 dies d'octubre - film TV (2015)
- En el corredor de la muerte - serie TV (2019)
- La mort de Guillem - film TV (2020)
- La ruta - serie TV (2022)

### Montatore
- Caracremada, serie TV (2010)
- Detras del espejo, regia di Julio O. Ramos (2012)
- How Jimmy Got Leverage, regia di Pablo Gómez-Castro (2012)
- It Felt Like Love, regia di Eliza Hittman (2013)
- Matador, regia di Vahe Gabuchian - cortometraggio (2014)
- 6 anni (6 Years), regia di Hannah Fidell (2015)
- El adiós, regia di Clara Roquet (2015)
- Next, regia di Elia Urquiza - documentario (2015)
- Fantastic, regia di Offer Egozy (2016)
- Noble Earth, regia di Ursula Grisham (2017)
- En casa, serie TV (2020)
- Escenario 0, serie TV (2020)
- Costa Brava, Lebanon, regia di Mounia Akl (2021)

## Riconoscimenti
- Premio Goya

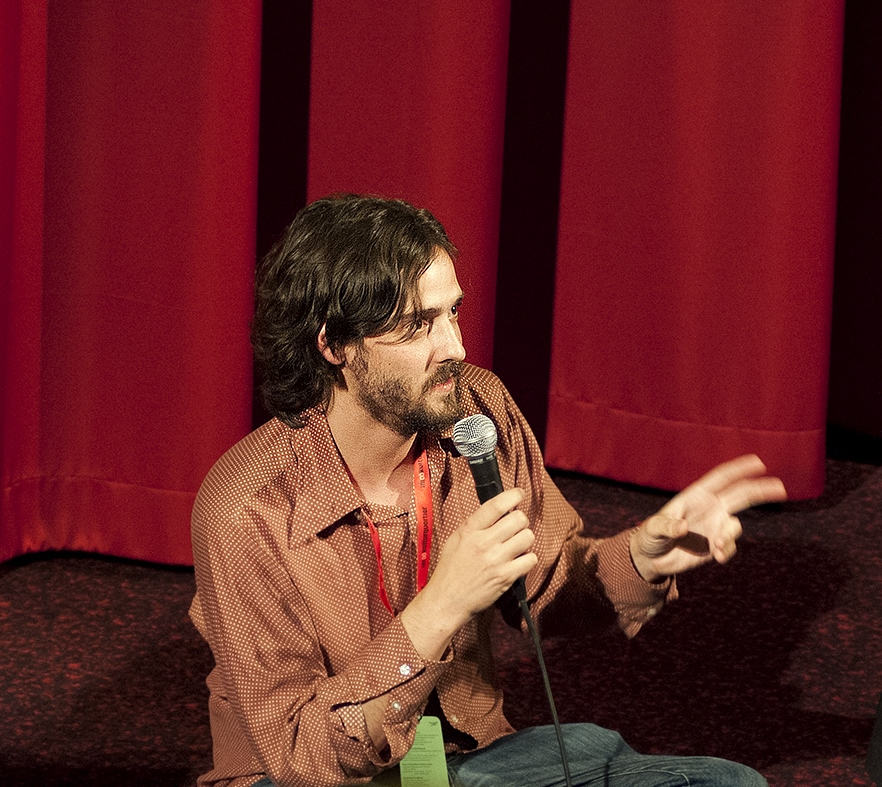
Carlos Marqués-Marcet nel 2014

  - 2015 – Vincitore come miglior regista esordiente per 10.000 Km

- European Film Awards
  - 2014 - Candidatura come miglior rivelazione - Prix Fassbinder per 10.000 Km

- Festival di Malaga
  - 2014 – Vincitore della Biznaga d'oro al miglior film per 10.000 Km
  - 2014 – Vincitore della Biznaga d'argento al miglior regista per 10.000 Km
  - 2014 – Vincitore della Biznaga d'argento al miglior sceneggiatore esordiente per 10.000 Km
  - 2014 – Vincitore del Premio Speciale della Critica per 10.000 Km
  - 2019 – Vincitore della Biznaga d'oro al miglior film per Els dies que vindran
  - 2019 – Vincitore della Biznaga d'argento al miglior regista per Els dies que vindran
  - 2019 – Vincitore del Premio Giuria dei Giovani al miglior film per Els dies que vindran
  - 2019 – Vincitore del Premio Signis per Els dies que vindran
  - 2020 – Vincitore del Málaga Talent Award

- Medallas del Círculo de Escritores Cinematográficos
  - 2015 – Candidatura come miglior regista rivelazione per 10.000 Km

- Premio Gaudí
  - 2015 – Vincitore come miglior regista per 10.000 Km
  - 2015 – Vincitore come miglior film in lingua non catalana per 10.000 Km
  - 2015 – Vincitore come miglior sceneggiatura per 10.000 Km
  - 2015 – Candidatura come miglior montaggio per 10.000 Km
  - 2016 – Vincitore come miglior film TV per 13 dies d'octubre
  - 2018 – Candidatura come miglior regista per Anchor and Hope
  - 2018 – Candidatura come miglior sceneggiatura per Anchor and Hope
  - 2018 – Vincitore come miglior film in lingua non catalana per Anchor and Hope
  - 2020 – Candidatura come miglior regista per Els dies que vindran
  - 2020 – Vincitore come miglior film per Els dies que vindran
  - 2020 – Candidatura come miglior sceneggiatura per Els dies que vindran
  - 2020 – Vincitore come miglior montaggio per Els dies que vindran
  - 2021 – Vincitore come miglior film TV per La mort de Guillem
  - 2023 – Candidatura come miglior sceneggiatura non originale per Mi vacío y yo

- Premi Sant Jordi
  - 2015 – Vincitore come miglior opera prima per 10.000 Km
  - 2018 – Vincitore come miglior film spagnolo per Anchor and Hope